# هیئت ملی ایمنی ترابری

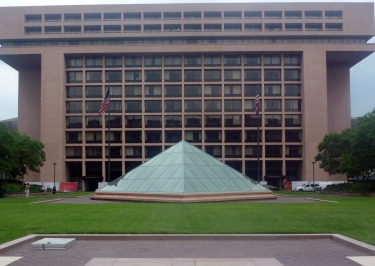
ساختمان مرکزی ان‌تی‌اس‌بی

هیئت ملی ایمنی ترابری (NTSB، ان‌تی‌اس‌بی) سازمانی مستقل در دولت آمریکا است که مسئول بررسی حوادث ترابری غیرنظامی می‌باشد. این سازمان مسئولیت بررسی حوادث، سوانح ترابری هوایی، برخی سوانح جاده‌ای، سوانح کشتیرانی، حوادث دریایی، سوانح خطوط لوله و سوانح ترابری ریلی را بر عهده دارد. در صورت درخواست، این سازمان سوانح خارجی و سوانح نظامی را نیز بررسی می‌کند. این سازمان در واشینگتن، دی.سی. مستقر است و تا تاریخ دسامبر ۲۰۱۴ چهار دفتر منطقه‌ای در انکوریچ آلاسکا، دنور کلرادو، اشبرن ویرجینیا و سیاتل واشینگتن دارد. این سازمان یک مرکز آموزش ملی در دفتر اشبرن را اداره می‌کند.

## تاریخچه
منشأ ان‌تی‌اس‌بی قانون تجارت هوایی ۱۹۲۶ هست که به وزارت بازرگانی ایالات متحده آمریکا مسئولیت بررسی ترابری هوایی داخلی را واگذار کرده‌است. اولین دفتر مستقل امنیت هوایی در ایالات متحده آمریکا در سال ۱۹۳۸ تأسیس شد که تنها چهارده ماه دوام داشت. در سال ۱۹۴۰ این سازمان به دایره ایمنی ترابری هوایی اداره هوانوردی غیرنظامی منتقل شد.
در سال ۱۹۶۷ کنگره وزارت ترابری ایالات متحده آمریکا را ایجاد کرد و اداره هوانوردی فدرال را نیز از جمله زیر مجموعه‌های این وزارتخانه ایجاد کرد. هم‌زمان ان تی اس بی به صورت یک اداره مستقل تأسیس شد که مسولیتهای دایره ایمنی ترابری هوایی را جذب کرد. اما از سال ۱۹۶۷ تا ۱۹۷۵ در موارد اداری ان‌تی‌اس‌بی زیر نظر مستقیم وزارت ترابری بود اما تحقیقاتش را برای اداره هوانوردی فدرال که آنهم زیر نظر وزارت ترابری بود انجام می‌داد.
برای جلوگیری از تداخل منافع، کنگره قانون ستاد مستقل ایمنی را در تاریخ ۱ آوریل سال ۱۹۷۵ تصویب کرد و ان‌تی‌اس‌بی به صورت یک آژانس فدرال مستقل درآمد. تا ۲۰۱۵ ان‌تی‌اس‌بی بیش از ۱۴۰۰۰۰ حادثه ترابری هوایی و چندین هزار سانحه ترابری سطحی را بررسی کرده‌است.

## سازمان
به‌طور رسمی «ستاد ملی ایمنی ترابری» اشاره به ستاد تحقیقاتی پنج مدیره‌ای هست که اعضای این ستاد را رئیس جمهور نامزد کرده و مجلس سنا برای عضویت پنج ساله تأیید می‌کند. بیش از سه نفر از پنج عضو نباید از یک حزب سیاسی باشند. یکی از پنج عضو هیئت مدیره برای ریاست ستاد از سوی رئیس‌جمهور نامزد می‌شود و پس از آن مجلس سنا او را برای یک دوره دوساله تصویب می‌کند. عضو دیگری به عنوان نایب رئیس انتخاب می‌شود و در صورت نبود ریس ستاد ریاست امور اجرایی را برعهده می‌گیرد. این ستاد با مجوز کنگره زیر فصل ۱۱ و عنوان ۴۹ کد ایالات متحده به بررسی سوانح و حوادث ترابری هوایی غیرنظامی، جاده ای، کشتیرانی، خطوط لوله و راه‌آهن می‌پردازد. این ستاد پنج عضوی مجاز است ادارات و دفاتر جداگانه‌ای برای بررسی سوانح جاده ای، کشتیرانی، ترابری هوایی، راه‌آهن و خطوط لوله و حمل مواد خطرناک ایجاد و اداره کند. در کل "ستاد ملی ایمنی ترابری" و "ستاد ایمنی" یا "ان تی اس بی NTSB" برای اشاره به تمام ادارات تحقیقاتی زیر مدیریت این پنج عضو استفاده می‌شود. تا تاریخ ۲۰۱۷ رابرت سانوالت رئیس ان‌تی‌اس‌بی می‌باشد.
از بدو تأسیس، مأموریت اصلی ان‌تی‌اس‌بی تعیین علت احتمالی حوادث ترابری و تدوین و فرموله کردن توصیه‌های ایمنی برای بهبود ایمنی ترابری (در ایالات متحده) بوده‌است." ان‌تی‌اس‌بی بر اساس نتایج حاصل از تحقیقات در حوزه قضایی خود، توصیه‌های ایمنی رسمی به سازمان‌ها و موسسات قادر به اجرای آن توصیه‌ها صادر می‌کند. از نظر ان‌تی‌اس‌بی، توصیه‌های ایمنی، ابزار اصلی این ستاد برای جلوگیری از حوادث آینده می‌باشند اما ان‌تی‌اس‌بی قدرت قانونی به اجرا درآوردن این توصیه‌های ایمنی را ندارد.

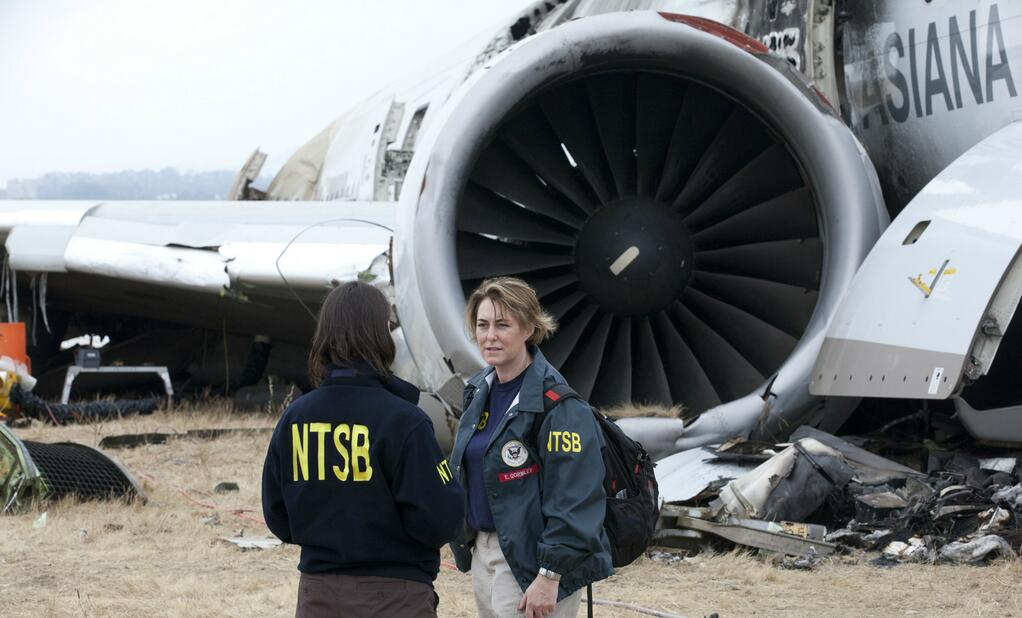
اعضای تیم ان‌تی‌اس‌بی در سایت تصادف پرواز ۲۱۴ آسیانا ایرلانیز

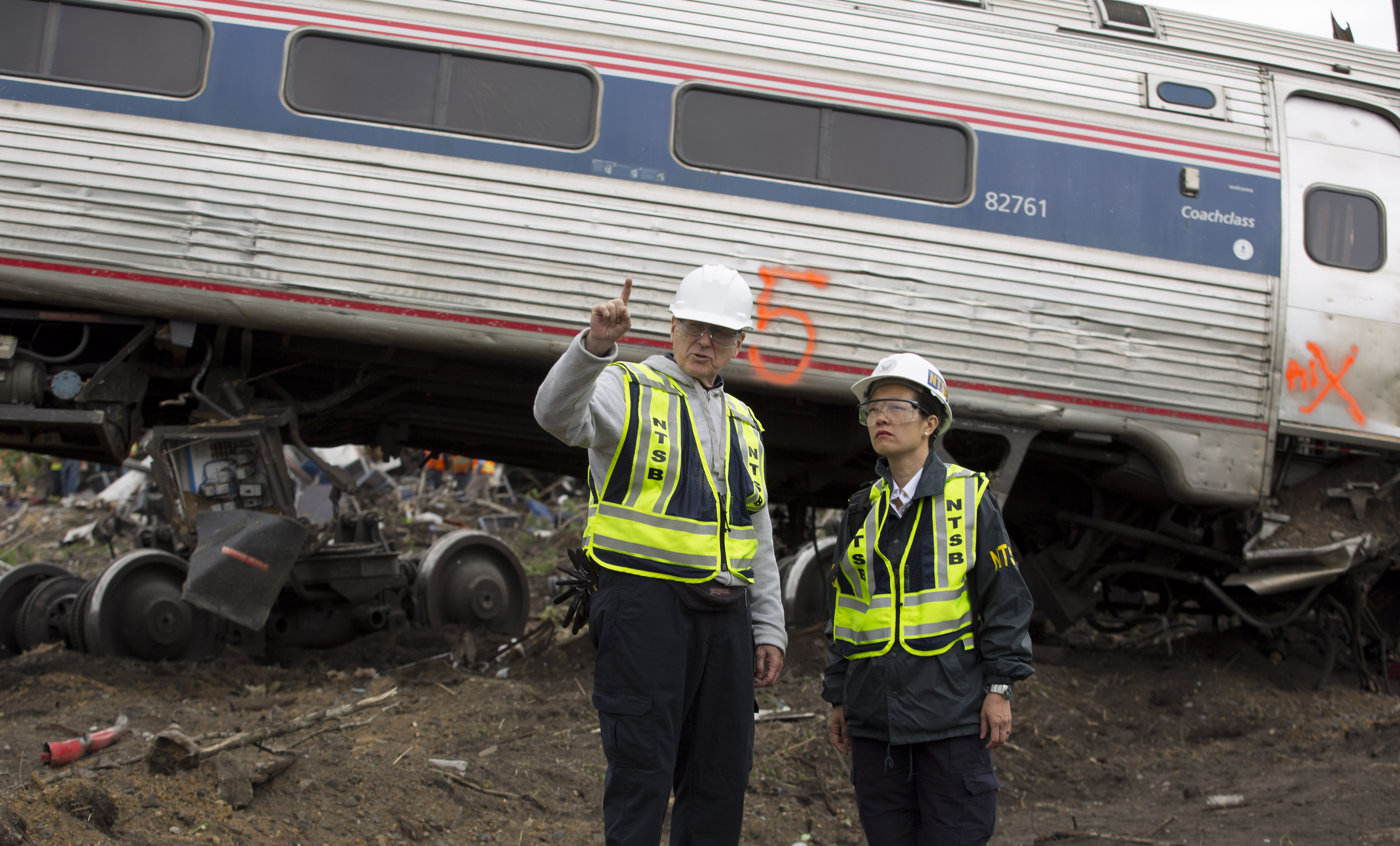
بازرسان ان‌تی‌اس‌بی در صحنه خروج قطار از ریل در فیلادلفیا، سال ۲۰۱۵

ان‌تی‌اس‌بی سازمان مرجع تحقیقات حوادث ترابری غیرنظامی می‌باشد. بررسی یک حادثه در ایالات متحده به‌طور معمول با ایجاد یک تیم ارسالی (go team) متشکل از متخصصان در زمینه‌های مربوط به آن حادثه شروع می‌شود و این تیم به سرعت به محل حادثه اعزام می‌شود. «تیم ارسالی»، بسته به اندازه حادثه، می‌تواند از ۳–۴ نفر تا ده‌ها نفر تشکیل شود. پس از انجام تحقیقات، ستاد ممکن است جلساتی عمومی در مورد حادثه برگزار کند. در نهایت، ستاد گزارشی علنی در مورد حادثه انتشار می‌دهد که ممکن است شامل توصیه‌های ایمنی بر اساس یافته‌های آن گزارش باشد. ان‌تی‌اس‌بی قدرت قانونی برای پیاده‌سازی این توصیه‌های ایمنی ندارد و این توصیه‌ها را باید سازمانهای نظارتی فدرال یا ایالتی یا شرکت‌های ترابری پیاده‌سازی و اجرا کنند.

### صلاحیت بازرسی
- هوانوردی: ان‌تی‌اس‌بی برای بررسی حوادث و سوانح هوایی غیرنظامی در آمریکا بالاترین صلاحیت را دارد. این سازمان همچنین مجاز به انجام تحقیقات در حوادث هوایی نظامی و غیرنظامی با مشارکت مقامات نظامی مناسب می‌باشد.[۱۵] در برخی حوادث، به دلیل محدودیت منابع، ستاد از اداره هوانوردی فدرال نیز برای گردآوری اطلاعات در صحنه حوادث استفاده می‌کند و گزارش خود را بر پایه این اطلاعات قرار می‌دهد.
- ترابری سطحی: ان‌تی‌اس‌بی صلاحیت بررسی تمام تصادفات و سوانح جاده‌ای و همچنین تصادفات در تقاطع با راه‌آهن در همکاری با ایالت مربوطه را دارد. ان‌تی‌اس‌بی بالاترین صلاحیت برای بررسی سوانح منجر به مرگ یا منجر به هزینه عمده مادی یا سوانح شامل قطارهای مسافری را داراست.
- کشتیرانی: در سوانح کشتیرانی، صلاحیت قضایی بازرسی بین ان‌تی‌اس‌بی و گارد ساحلی ایالات متحده تقسیم شده‌است. تقسیم صلاحیت تحقیقی و مسئولیت‌های مقرر در تفاهم نامه بین دو سازمان تفصیل شده‌است.
- خطوط لوله: ان‌تی‌اس‌بی بالاترین صلاحیت قضایی برای بررسی سوانح خط لوله منجر به مرگ یا منجر به صدمه مالی بالا یا صدمه به محیط زیست می‌باشد.
- کمک به تحقیقات جنایی: هنگامی که دادستان کل ایالات متحده آمریکا سانحه‌ای را عملی جنایی تشخیص دهد، اف‌بی‌آی بالاترین صلاحیت قضایی برای بازرسی آن حادثه را بر عهده می‌گیرد اما ان‌تی‌اس‌بی می‌تواند با اطلاعات فنی اف‌بی‌آی را یاری دهد. از مثالهای شاخص می‌توان به تحقیقات حملات ۱۱ سپتامبر ۲۰۰۱ اشاره کرد.[۱۶]
- کمک به سایر سازمانهای داخلی: علاوه بر کمک به وزارت دادگستری در تحقیقات جنایی، ان‌تی‌اس‌بی به عنوان مثال به سازمان ملی هوانوردی و فضانوردی (ناسا) در تحقیقات از سوانح فضاپیماهای چلنجر و کلمبیا یاری کرده‌است. کمکهای مشابهی نیز به تحقیقات سوانح هواپیماهای نیروی هوایی آمریکا نیز ارائه شده‌است.
- کمک به دولت‌های خارجی: ان‌تی‌اس‌بی در شرایط خاصی ممکن است به تحقیقات در مورد حوادث خارج از مرزهای ایالات متحده کمک کند. به عنوان مثال، در تحقیقات حوادث مربوط به هواپیماهای ساخت آمریکا یا هواپیماهای تحت مالکیت آمریکایی یا هواپیماهای شامل قطعات ساخت آمریکا. کارکنان ان‌تی‌اس‌بی به‌طور رسمی از انتشار اطلاعات در مورد تحقیقات یک کشور دیگر منع شده‌اند.[۱۷]

تحقیقات مهمی که ان‌تی‌اس‌بی در زمینه‌های مختلف در سال‌های اخیر انجام داده‌است شامل بررسی سقوط پل بزرگراه آی-۳۵ در مینیاپولیس، مینه سوتا; برخورد دو قطار مترو در واشینگتندی‌سی، انفجار خط لوله گاز طبیعی منجر به خسارت وسیع در سان برونو کالیفرنیا، غرق شدن یک شناور آبی-خاکی در فیلادلفیا و سقوط یک هواپیمای مسافربری منطقه‌ای در نزدیکی شهر بوفالو ایالت نیویورک بوده‌است.

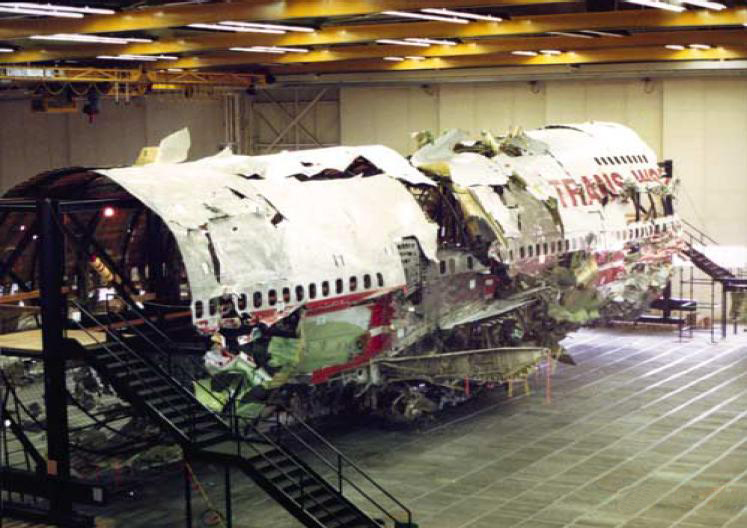
بقایای بازسازی شده پرواز تی‌دبلیوای ۸۰۰ توسط ان‌تی‌اس‌بی

ستاد ایمنی یک آکادمی آموزشی در اشبرن ویرجینیا اداره می‌کند که در آن دوره‌های آموزشی برای کارکنان خود و کارشناسان دیگر سازمان‌های دولتی، دولت‌های خارجی یا شرکت‌های خصوصی در زمینه‌هایی از قبیل بازرسی عمومی حوادث، یا موارد خاص بازرسیها را برگزارمی‌کند. این تسهیلات همچنین برای مقاصد آموزشی حدود ۲۷ متر از بقایای پرواز تی‌دبلیوای ۸۰۰ را که پس از انفجار مخزن سوخت هواپیمای مربوطه از اقیانوس اطلس جمع‌آوری شده را نیز نمایش می‌دهد.

## کشورهای دیگر
- اداره ایمنی ترابری – استرالیا (ATSB)
- شعبه بازرسی حوادث هوایی – بریتانیا (AAIB)
- اداره فدرال بازرسی حوادث هوایی – آلمان
- اداره d'Enquêtes et d'analyses pour la Sécurité de l'Aviation Civile – فرانسه
- ستاد ایمنی ترابری کانادا – کانادا (TSBC)
- کمیته ملی ایمنی ترابری -اندونزی (NTSC)